# صلاح الدين عبد العزيز شاه
السلطان صلاح الدين عبد العزيز شاه بن سلطان هشام الدين عالم شاه (ولد في 8 آذار 1926 – توفي في 21 تشرين الثاني 2001) كان ملك (يانغ دي-برتوان أغونغ) ماليزيا الحادي عشر من 26 نيسان 1999 إلى وفاته، وكان سلطان سلاغور الثامن من 3 أيلول 1960 إلى وفاته.